# 李牧 (1949年)
李牧（1949年2月—），男，山东蓬莱人，中华人民共和国政治人物，中国文学艺术界联合会原副主席、党组副书记、书记处书记。